# Zamek w Łące Prudnickiej
Zamek w Łące Prudnickiej (niem. Schloss Wiese lub Mettich-Schloss) – zabytkowy renesansowo-neogotycki zamek znajdujący się w Łące Prudnickiej, około 2 km od Prudnika, przy drodze krajowej nr 40.

## Historia

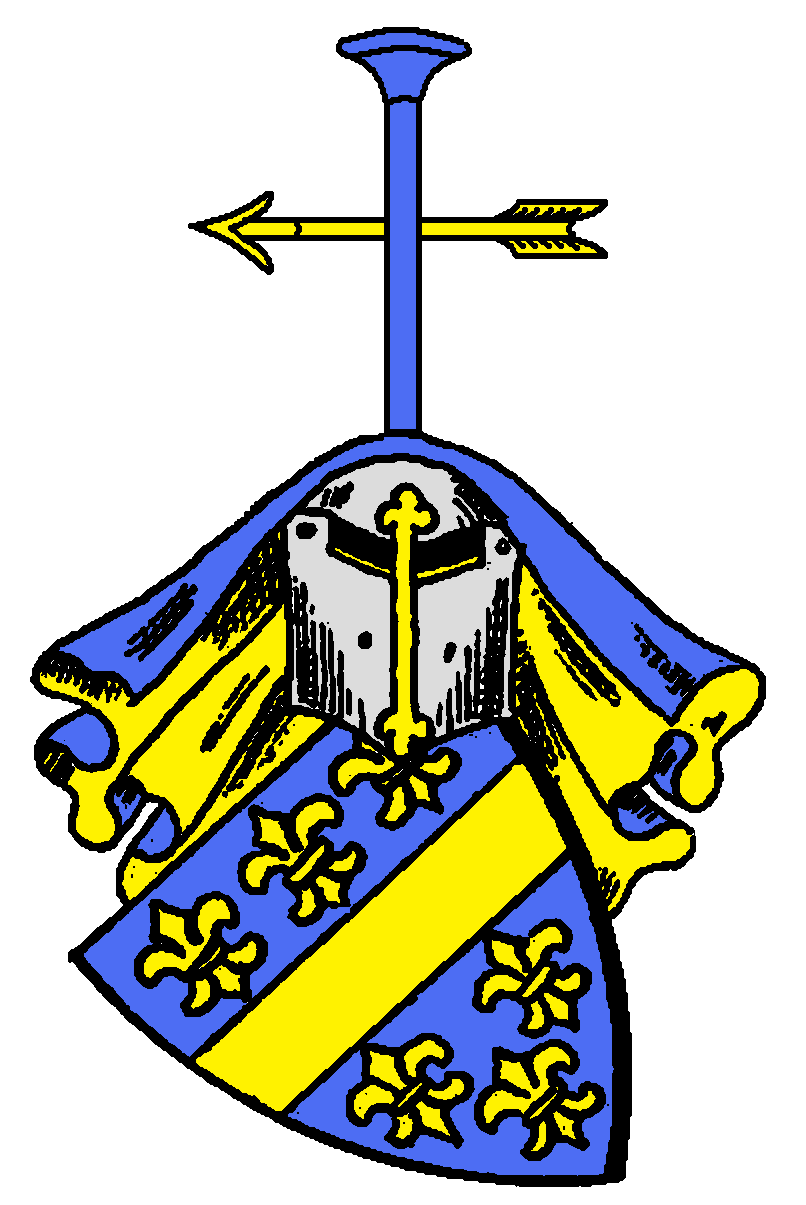
Herb panów z Wierzbnej

Nie jest znana data budowy pierwotnego zamku. Utożsamia się ją z budową w XIV wieku kościoła parafialnego w pobliskiej Moszczance, którego patronem była rodzina szlachecka Wierzbnów – pierwszych właścicieli dóbr w Łące Prudnickiej. Ówczesny zamek znajdował się w miejscu późniejszego skrzydła wschodniego. Jerzy z Wierzbna był od 31 lipca 1481 właścicielem kasztelanii prudnickiej.
Majątek w Łące Prudnickiej pozostawał w rękach panów z Wierzbnej do lat 90. XVI wieku. W 1591 Joachim Mettich kupił od braci Albrechta, Ignaza i Stephana z Wierzbnej dobra w Łące Prudnickiej, Moszczance i Niemysłowicach za sumę 26 300 guldenów, a w 1598 kupił Rudziczkę, Mieszkowice i Włóczno od miasta Prudnik. 4 stycznia 1607 Mettich ustanowił z tych miejscowości seniorat, czyli majątek dziedziczony przez najstarszego przedstawiciela rodziny Mettichów.

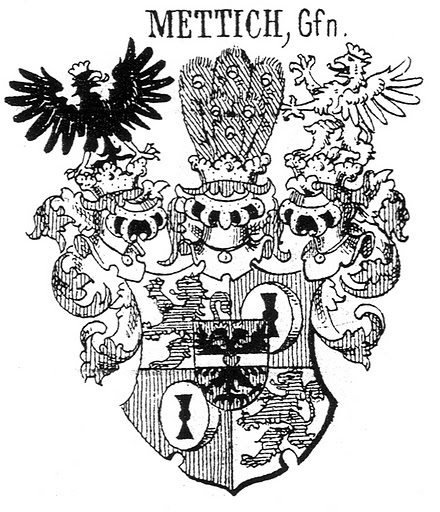
Herb rodzinny Mettichów

W XVI wieku zamek został rozbudowany, stopniowo uzyskując kształt zbliżony do współczesnego. Jego najstarsze fragmenty, datowane na lata 1525–1530, powstały w skrzydłach północnym i zachodnim oraz w części południowego skrzydła. W 1593 powiększono zamek o skrzydło południowe z narożną wieżą, prostopadle do wschodniego skrzydła parkowego. W latach 1615–1617 dokonano w zamku przebudowy w stylu renesansowym. Powstało wówczas założenie trójskrzydłowe z wewnętrznym dziedzińcem zamkniętym ślepym murem z czwartej strony.
Hrabia Joachim Mettich, który przez większość życia był protestantem, przeszedł na katolicyzm u schyłku życia i ufundował w 1646 kaplicę zamku. Mieściła się w wykuszu zachodniej części południowego skrzydła i była obsługiwana przez zamkowego kapelana. Ponieważ kościół w Moszczance znajdował się w rękach protestantów, kaplica zamkowa służyła za miejsce spotkań miejscowym parafianom katolickim.

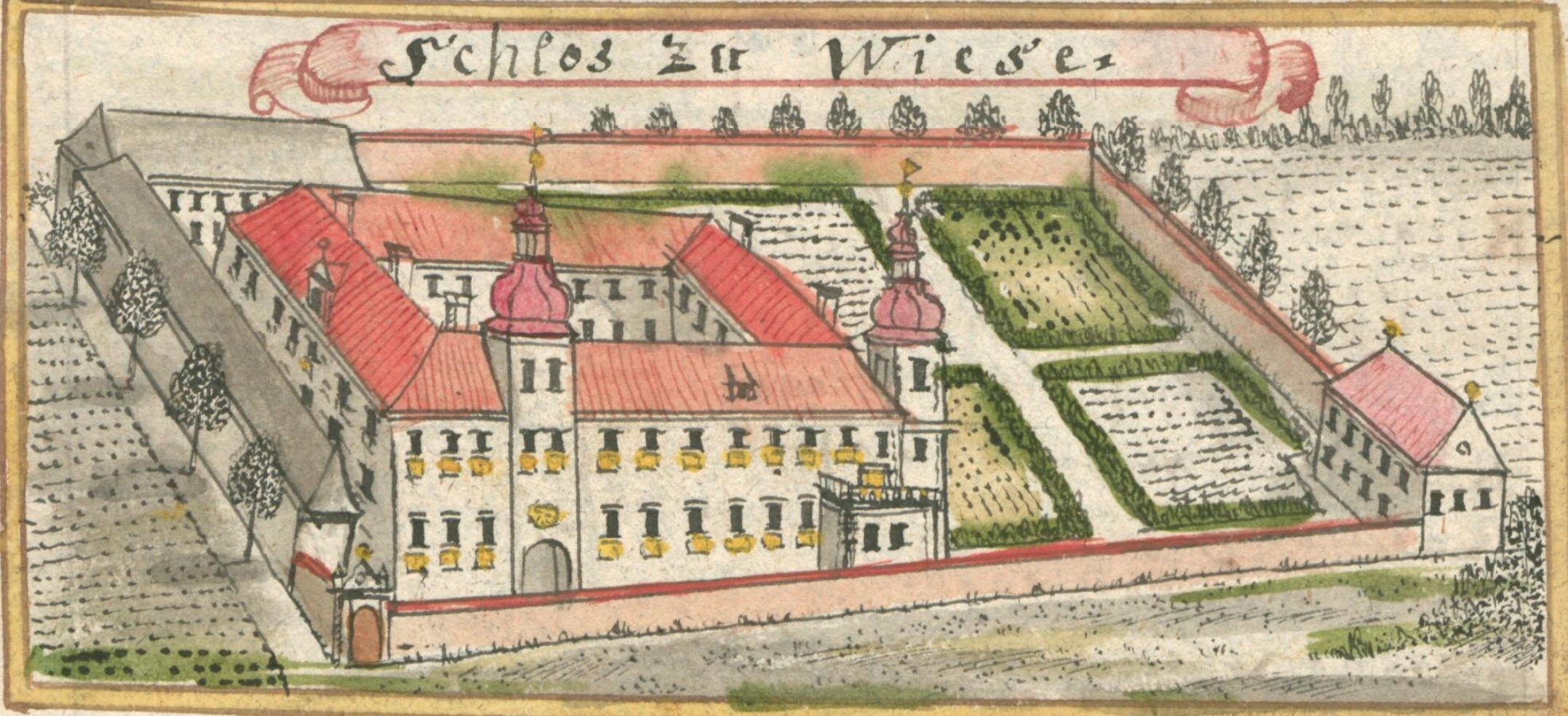
Rysunek zamku w Łące Prudnickiej autorstwa F.B. Wernera

W 1721 kaplica zamkowa została przeniesiona na parter skrzydła wschodniego. Na zwieńczeniu dachu umieszczono w 1727 okrągłą, barokową wieżyczkę wykonaną przez cieślę Henryka Hoffmana z Moszczanki. Na szczycie wieżyczki osadzono kulę, wewnątrz której ukryto „z myślą o potomnych” przedmioty i zapisy różnej wagi i znaczenia. Wówczas zarządcą majątku w Łące Prudnickiej był Gottfried Möhler. Wykonano nową elewację północną skrzydła wschodniego. Według przywileju z 1751, w kaplicy można było odprawiać msze codzienne i świąteczne z wyjątkiem Bożego Narodzenia i Wielkanocy. Kaplica posiadała przywilej odpustu nadany przez papieża.
Na początku XVIII wieku Ferdinand Mettich ufundował figurę św. Jana Nepomucena na przeciwko zamku.

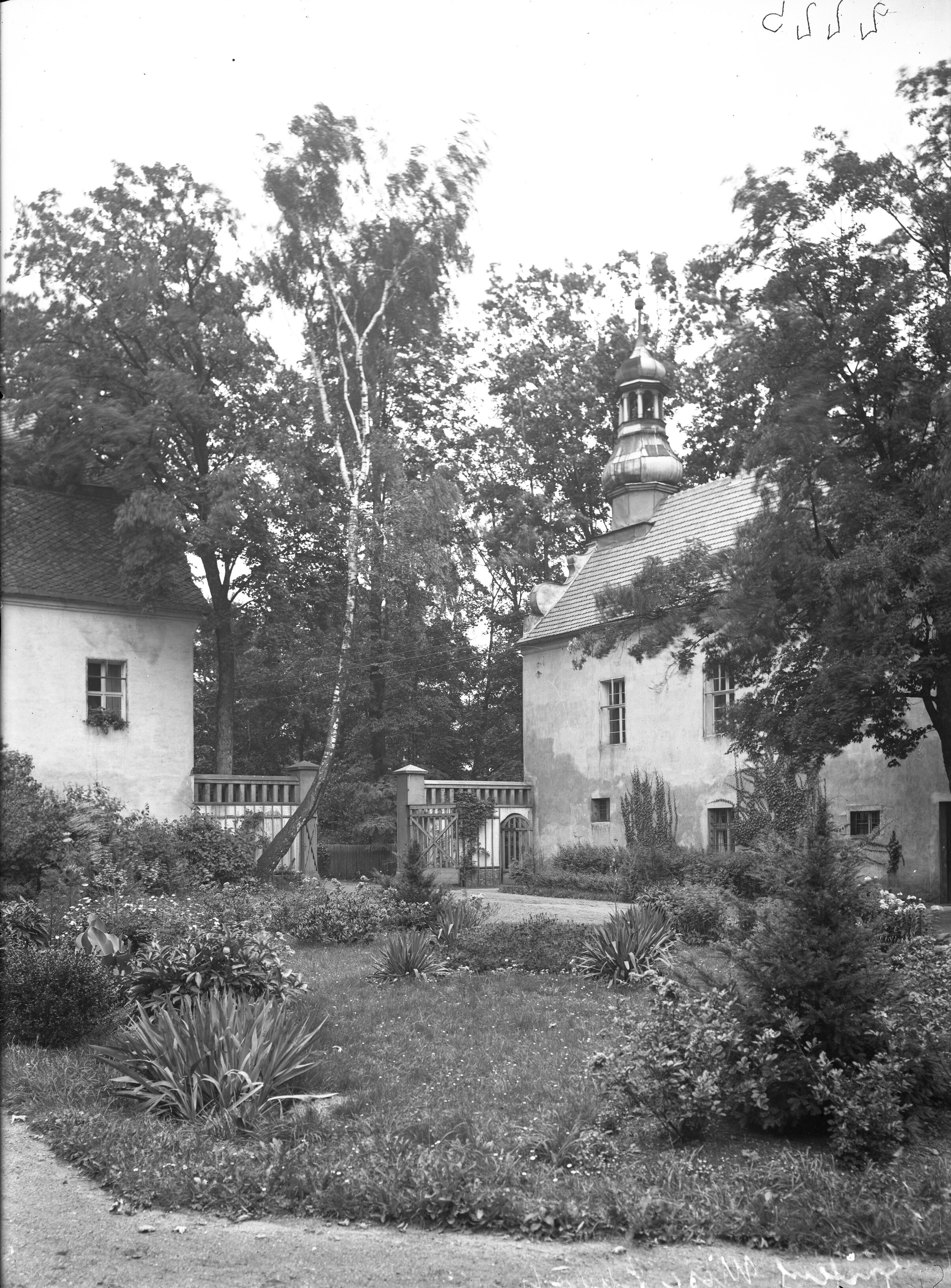
Nowa kaplica zamkowa

Po śmierci Franza Karla von Mettich 21 czerwca 1819 majątkiem zarządzał jego syn, Karl von Mettich. Kryzys gospodarczy w 1815 doprowadził do rozwiązania senioratu Mettichów w 1821. Wówczas majątek został przekształcony w zwykłe dobra rycerskie. Karl von Mettich zmarł 20 sierpnia 1825, a majątek w Łące Prudnickiej odziedziczyły jego dwie córki: Anna i Maria. W 1830 sprzedały majątek generałowej von Colomb, która jeszcze w tym samym roku odstąpiła go hrabiemu Johannesowi von Sedlnitzky. Od tej pory właścicielem zamku był ród Sedlnickich z Choltic herbu Odrowąż. Johann Karl Sedlnitzky urządził od nowa kaplicę zamkową. Otrzymała przywilej od biskupa wrocławskiego Daniela Latusska zezwalający na codzienne odprawianie mszy, a jej poświęcenie odbyło się 3 września 1845. Jej patronem został św. Jan Nepomucen. Msze odprawiali księża z Prudnika oraz z sanktuarium Matki Bożej Bolesnej na Kaplicznej Górze, w tym ostatni śląski kapucyn Bonawentura Menzel.
W 1848 doszło do wystąpień chłopów w Łące Prudnickiej związanych z Wiosną Ludów. Uzbrojeni chłopi podeszli pod zamek żądając, aby wyszedł do nich hrabia Sedlnitzky. Udało mu się jednak uciec do Niemysłowic. Powrócił na zamek kilka dni później i przyznał robotnikom ulgi od pańszczyzny i obciążeń. Miejsce między stajnią i stodołą, skąd hrabia ratował się ucieczką przed chłopami, zostało upamiętnione kamiennym krzyżem z napisem „Pomocnik w potrzebie, 1848”.

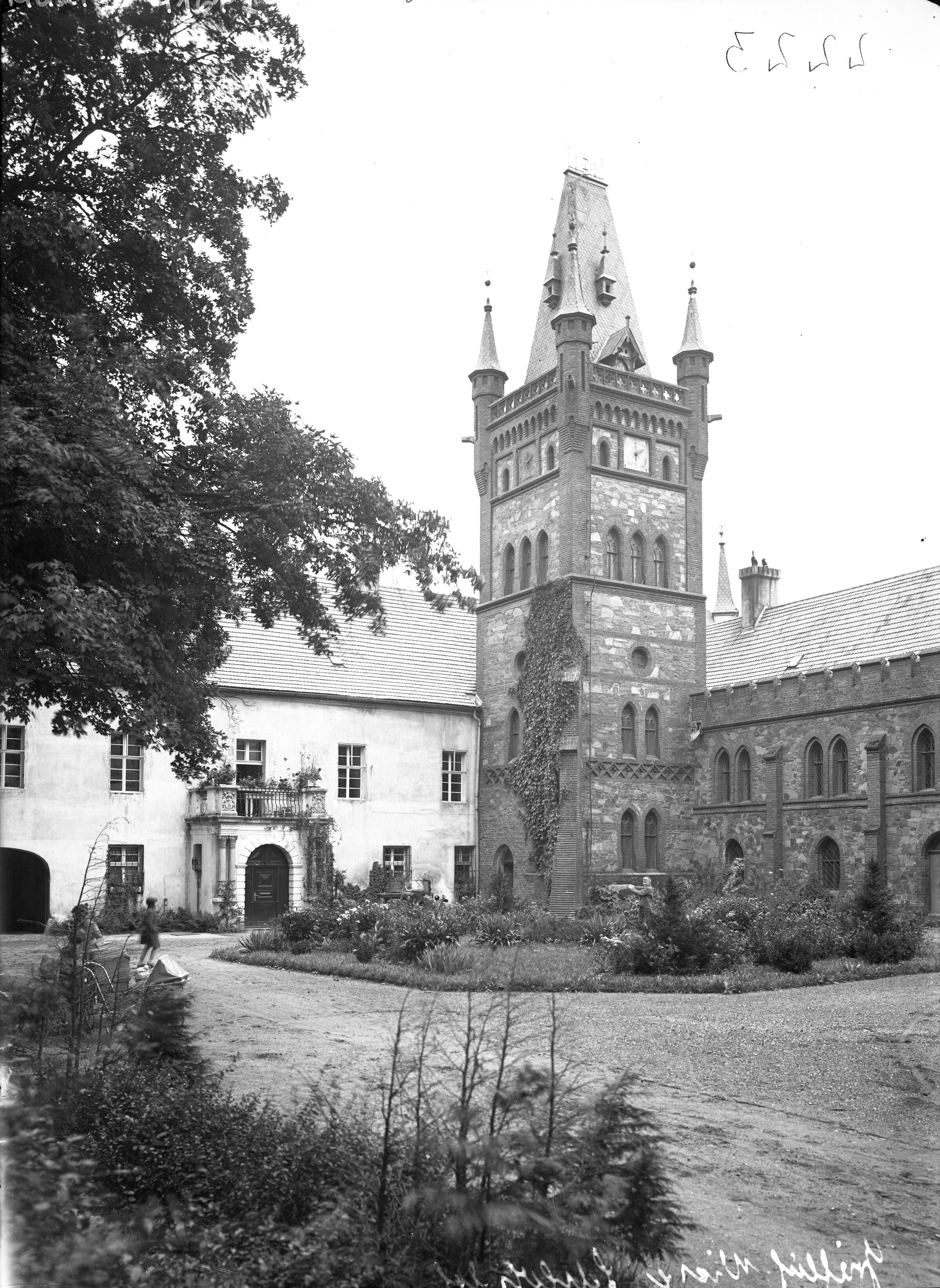
Wieża w skrzydle południowo-zachodnim

W połowie XIX wieku założono park krajobrazowy na miejscu dawnych ogrodów. Park był połączony ciągiem drzew z drogami polnymi prowadzącymi od wsi w kierunku otwartego krajobrazu. W latach 1875–1883 przeprowadzono remont zamku w stylu neogotyckim. W skrzydle północno-zachodnim zbudowano wieżę z ceglanymi sterczynami zwieńczoną chorągiewką i kwiatonami. Powstała też przybudówka krużgankowa od strony dziedzińca. Rozbudowano skrzydło północne, powiększając je o jeden trakt. Wówczas powstał łamany dach i obramienia okienne tej części budowli. Fasada skrzydła południowego otrzymała neogotycki portal wejściowy.

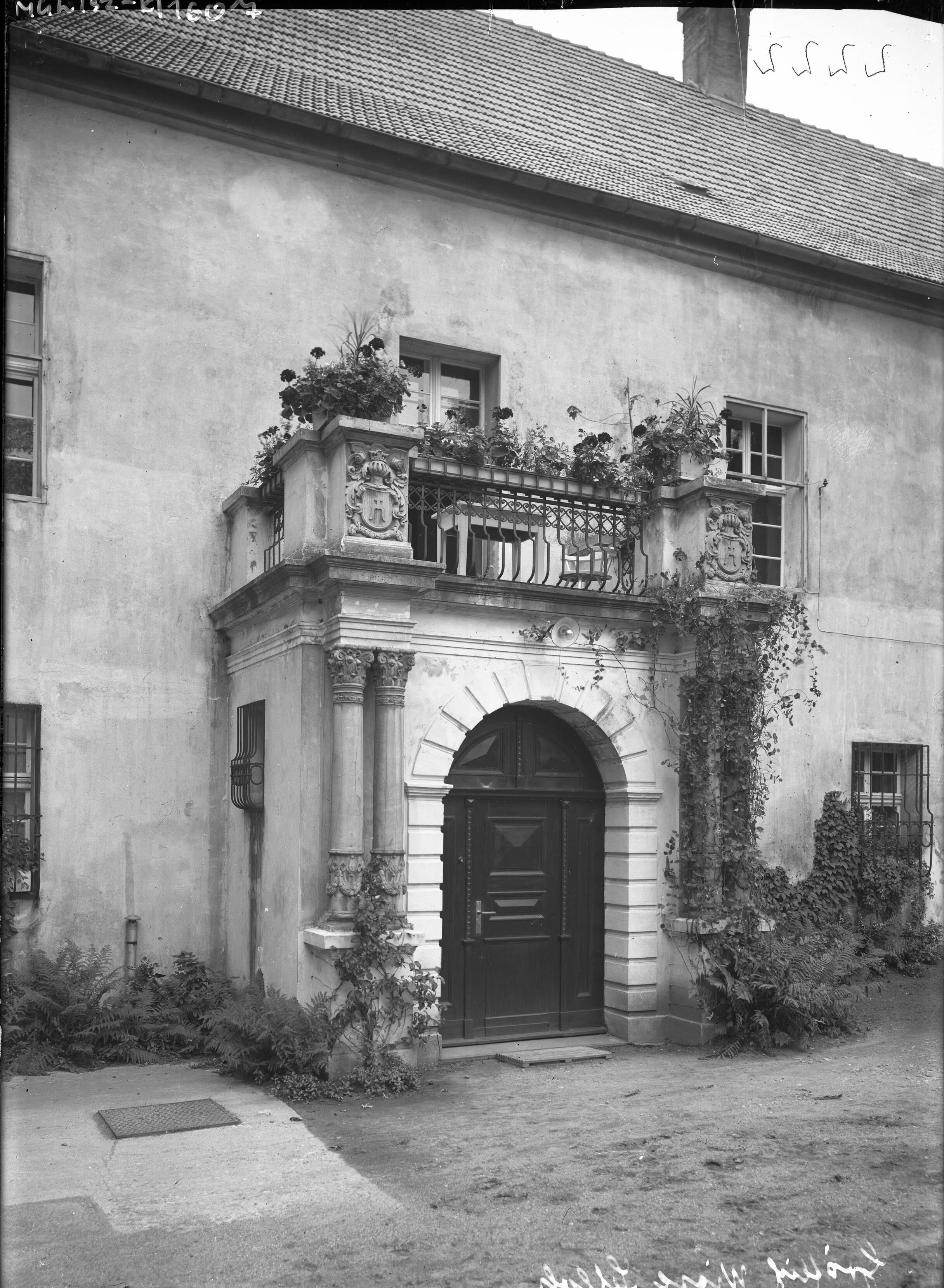
Portal z herbami rodzinnymi

Zamek przybrał formę nieregularnego założenia czteroskrzydłowego otaczającego prostokątny dziedziniec. Północne skrzydło nie zamykało dziedzińca. Odnowiono wieżyczkę nad kaplicą. Nad wejściem głównym od strony dziedzińca umieszczono kartusze z herbami rodziny Sedlnitzky-Odrowąż. W okresie kulturkampfu, w latach 70. XX wieku zaprzestano odprawiania mszy w kaplicy zamkowej.
W 1907 wzdłuż południowego skrzydła zamku zbudowano drogę z Prudnika do Pokrzywnej. W 1922 na przeciwko zamku ustawiono pomnik poległych w I wojnie światowej.

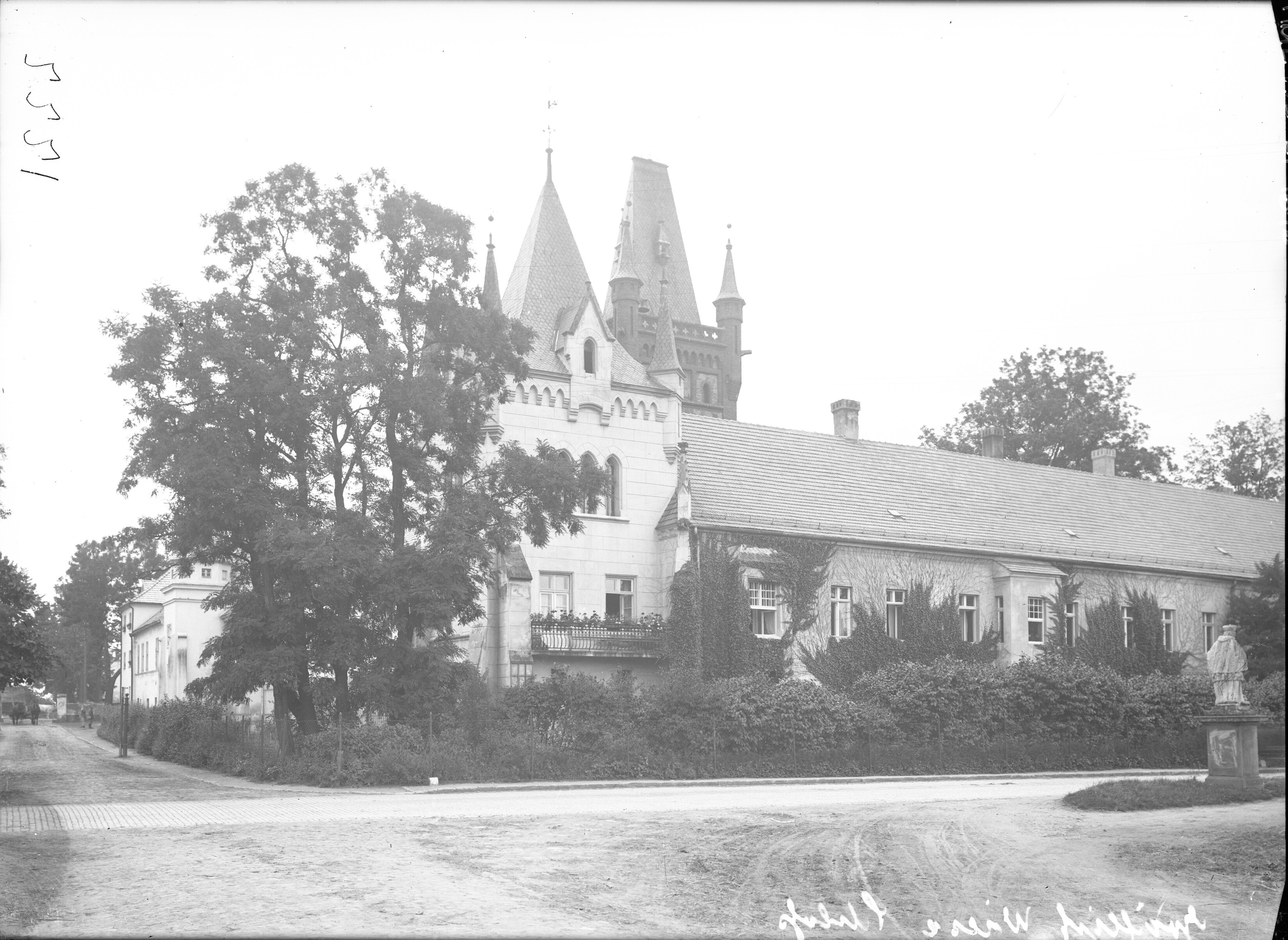
Zamek i figura św. Jana Nepomucena

W dwudziestoleciu międzywojennym, kiedy właścicielem zamku był Hermann von Choltitz, rodzina zamieszkiwała pierwsze piętro południowego i zachodniego skrzydła zamku. W skrzydle wschodnim znajdowała się jadalnia oraz mieszkanie siostry Hermanna. W skrzydle południowym mieściła się druga jadalnia, która przylegała do narożnej wieży. Dalej znajdowały się kolejno: salon, buduar, pokój dzienny z wykuszem i sypialnie dzieci. W skrzydle zachodnim mieściły się: sypialnia właścicieli, garderoba, pokój zabaw dla dzieci, 3 pokoje gościnne, mieszkanie szofera i ogrodnika oraz kancelaria. W skrzydle północnym znajdowało się mieszkanie inspektora. Na parterze, pomieszczenie przylegające do wieży było przechowalnią roślin na okres zimowy. Znajdowała się na nim też garderoba. W skrzydle zachodnim mieściły się mieszkania służby i spiżarnie. W skrzydle północnym znajdowała się kuźnia i warsztat kołodzieja.

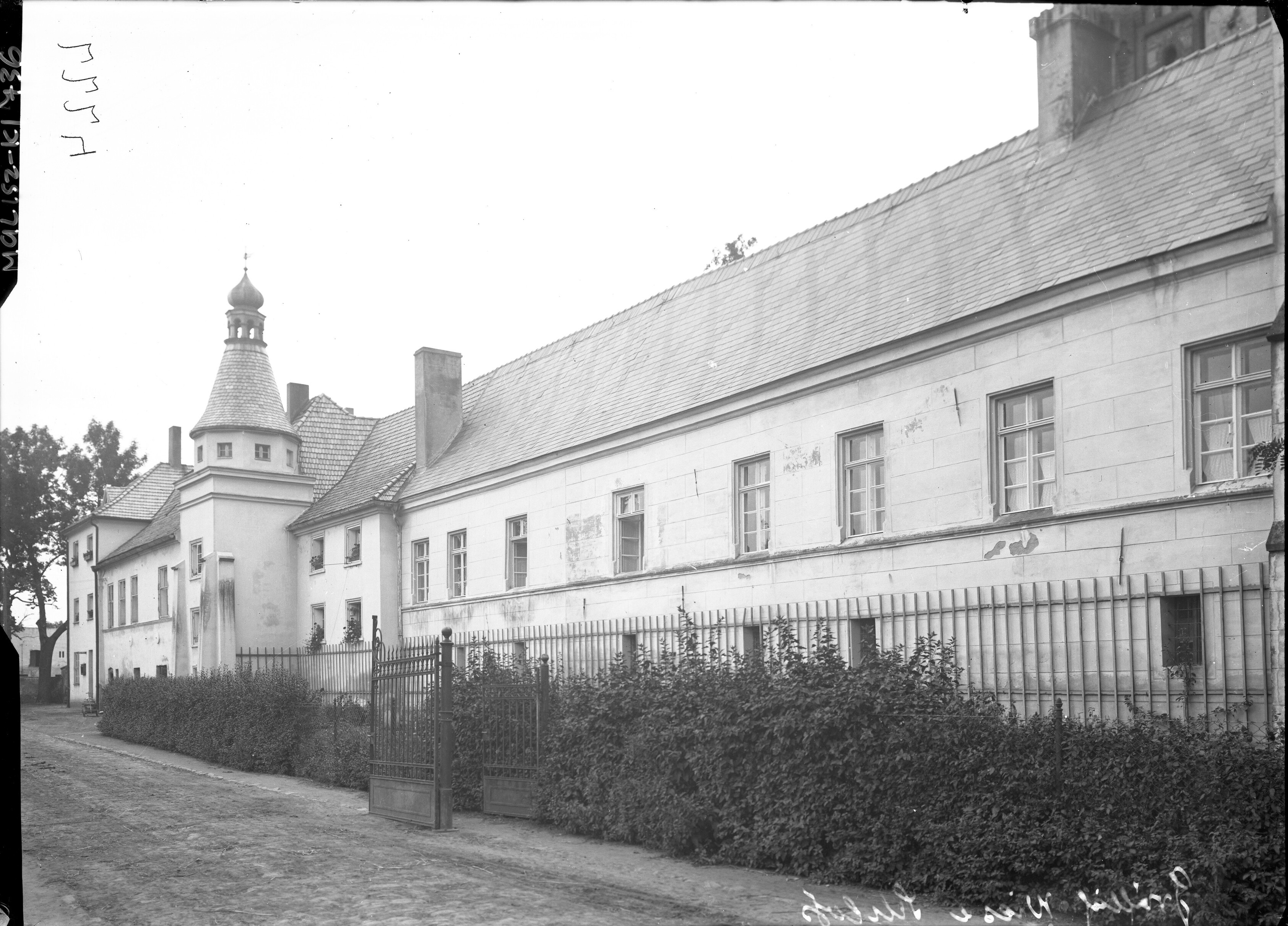
Skrzydło zachodnie

W 1894 w zamku urodził się Dietrich von Choltitz, który podczas II wojny światowej jako ostatni gubernator Paryża nie wykonał rozkazu Adolfa Hitlera nakazującego zniszczenie miasta. W styczniu 1945 Choltitzowie przyjęli do zamku uchodźców ze wschodniej części Górnego Śląska. Ostatni niemieccy właściciele zamku, hrabia Hermann von Choltitz wraz z rodziną, a także grupa uchodźców, opuścili zamek 17 marca 1945, kiedy Armia Czerwona zaczęła zajmować Prudnik. W zamku stacjonował oddział SS i Volkssturmu. Podczas działań wojennych zniszczona została narożna wieża zamku. Wyposażenie wnętrz padło ofiarą kradzieży.
Stadnina Koni w Prudniku przejęła cały obiekt w 1953. Zamek był zamieszkiwany, lecz pozbawiony należytej opieki zaczął popadać w ruinę. Najdłużej użytkowane były skrzydła zachodnie i północne. W południowym skrzydle wybuchły pożary. W latach 70. XX wieku w sali na piętrze skrzydła zachodniego znaleziono jeden z najlepiej zachowanych na Śląsku malowanych stropów drewnianych. W latach 80. XX wieku Stadnina Koni Prudnik przystąpiła do przebudowy zamku na hotel, jednak ostatecznie projekt adaptacji nie został zrealizowany. Wewnątrz budynku powstały ścianki działowe pokoi, w których mieli mieszkać goście hotelu. Odtworzono sgraffito na ścianie skrzydła wschodniego.

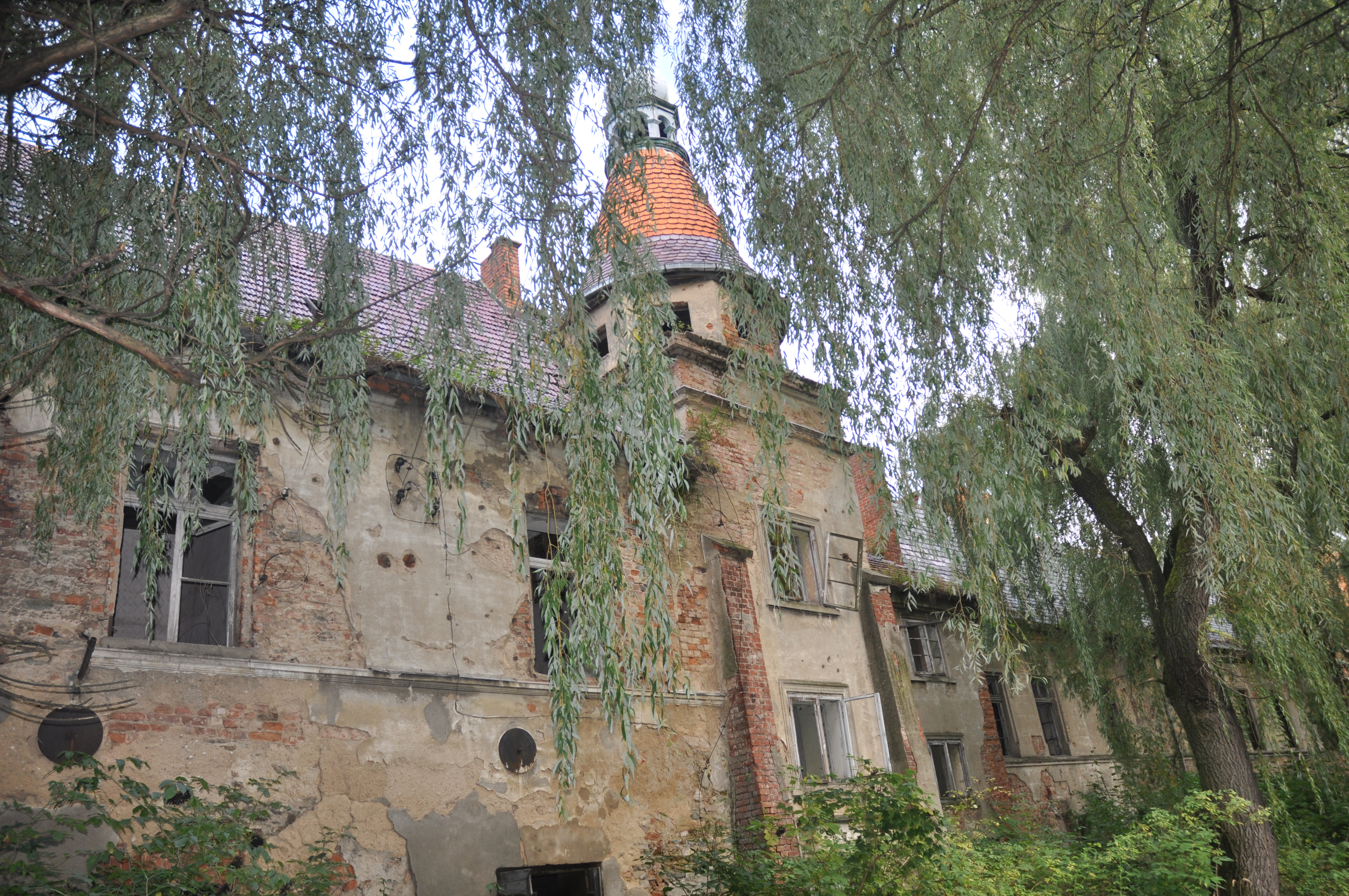
Skrzydło zachodnie (2012)

Po 1989 potomek Choltitzów zwrócił się z propozycją odzyskania rodzinnego zamku, na co nie zgodziły się polskie władze. Na początku lat 90. XX wieku zamek kupił prywatny właściciel. Nie spłacał należności rozłożonej na raty, w związku z czym obiekt ponownie wystawiono na sprzedaż. W 2006 zamek został zlicytowany za 250 tysięcy złotych przez Przemysława Krokowskiego i Marię Bodgani, którzy zapowiadali przebudowę zamku na centrum hotelowo-konferencyjne. Od tej pory popada w ruinę. Prywatny właściciel nie przeprowadził żadnych prac konserwatorskich ani zabezpieczających. Jedynie w czerwcu 2015 wrócił do Łąki Prudnickiej by uporządkować zarośla na dziedzińcu zamku. Syn Dietricha von Choltitza, Timo von Choltitz, bezskutecznie próbował odzyskać zamek.

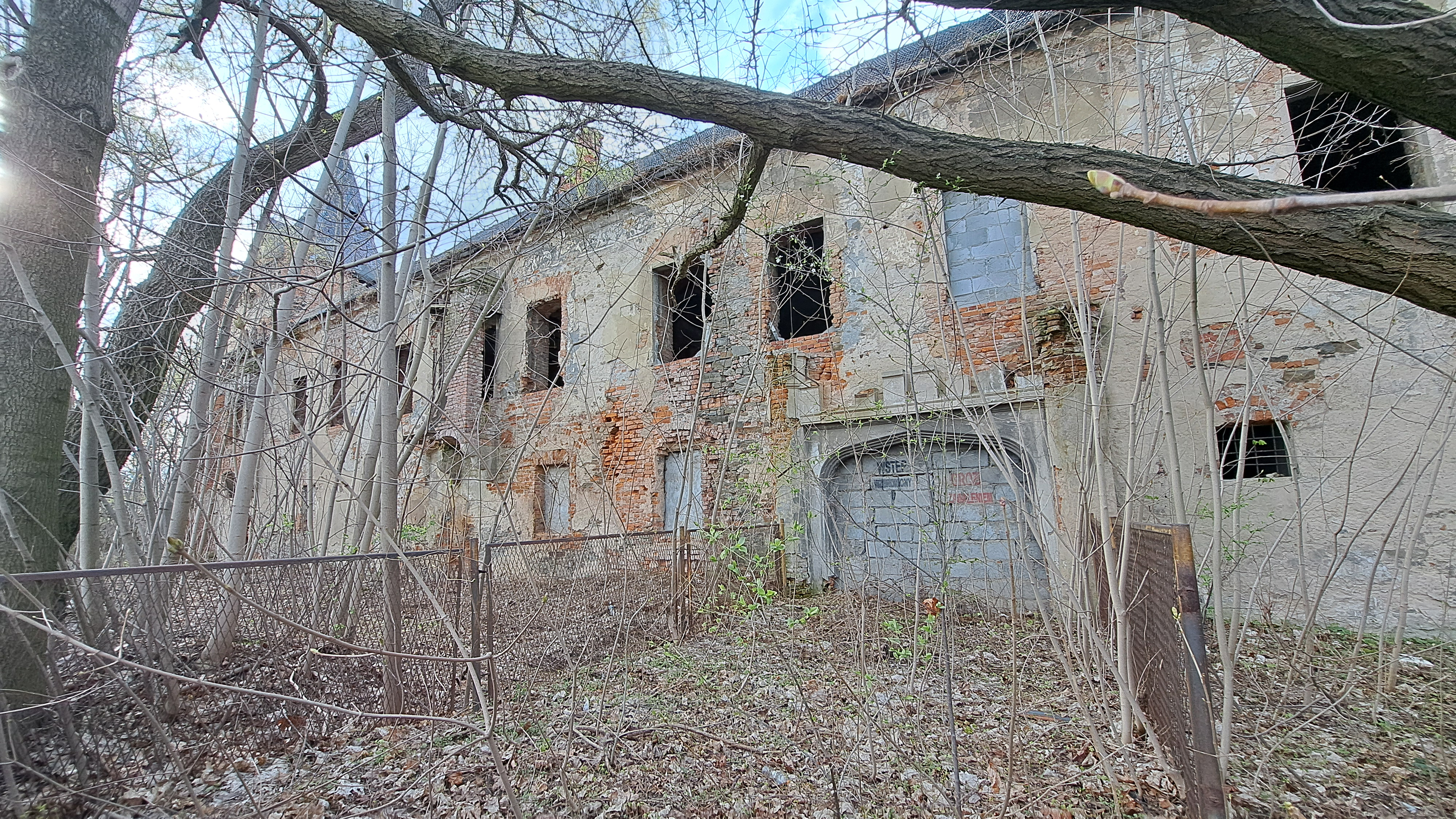
Skrzydło południowe (2024)

Sąd nałożył na Krokowskiego trzy tysiące złotych grzywny za niewywiązanie się z umowy. Po roku karę zamienił na 30 dni aresztu. Krokowski przebywa w Stanach Zjednoczonych, nie płaci podatków za zamek. Gmina Prudnik wielokrotnie wysyłała pisma, uruchamiała procedury prawne i skarbowe, w celu otrzymania pieniędzy. Restauracja zamku przez gminę jest niemożliwa, gdyż nie posiada wystarczających środków. Burmistrzowie Prudnika Franciszek Fejdych i Grzegorz Zawiślak bezskutecznie podejmowali starania w celu ratowania zamku. W 2020 starosta powiatu prudnickiego Radosław Roszkowski podjął próbę wszczęcia procedury wywłaszczeniowej.
Do największych zniszczeń doszło w skrzydle północnym. Dach uległ częściowemu zawaleniu.

## Folwark

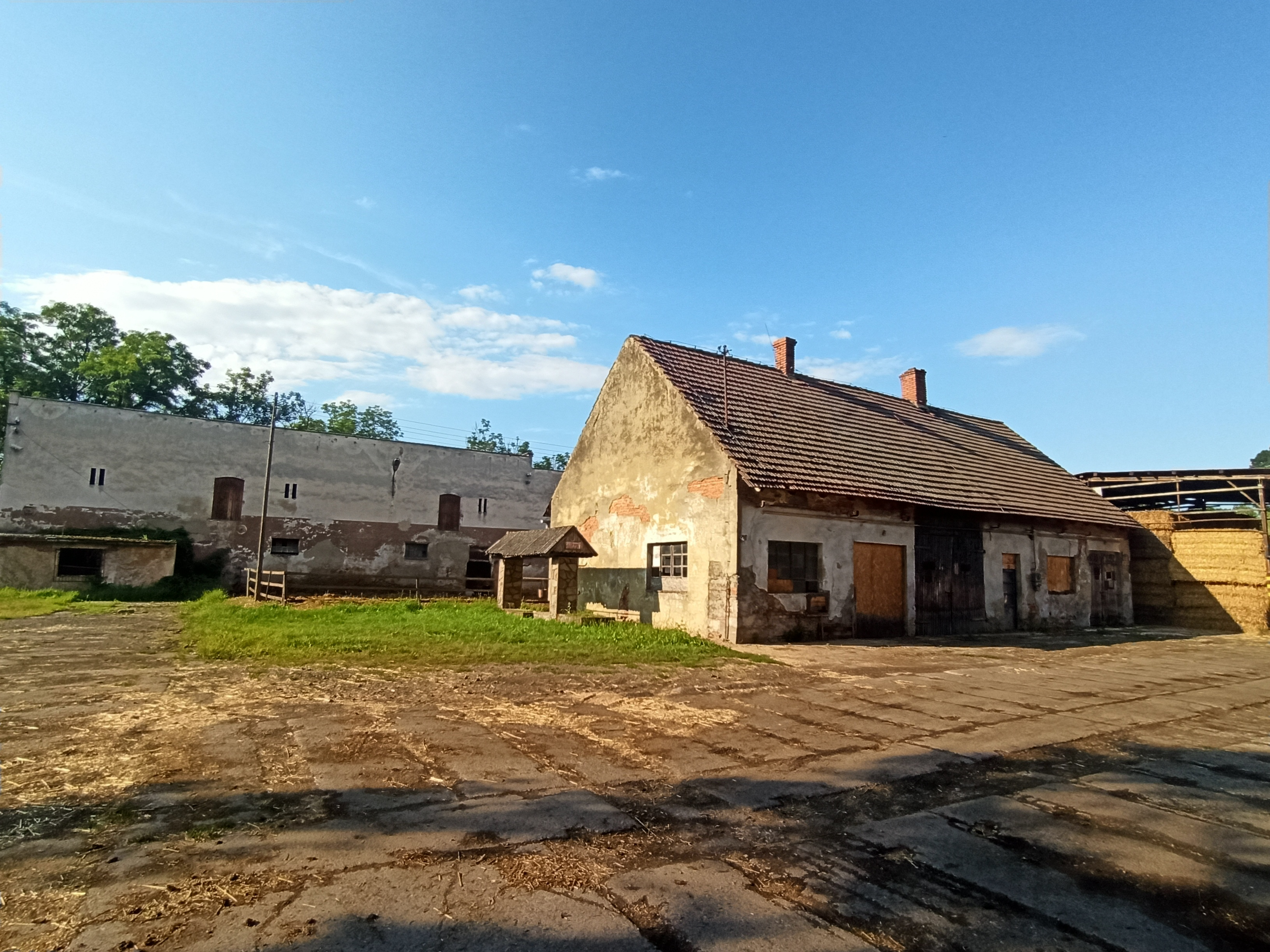
Zabudowania folwarku

Obszar rezydencji sąsiaduje z zabudowaniami dawnego folwarku. W przeszłości cały kompleks z rezydencją i parkiem stanowił funkcjonalną całość. Stadnina Koni Prudnik prowadziła w budynkach folwarku hodowlę krów, którą przeniesiono do nowych obór w Wierzbcu. W styczniu 2025 SK Prudnik postanowiła wystawić teren dawnego folwarku, na który składają się cztery działki z sześcioma budynkami gospodarczymi, na sprzedaż.

## Architektura

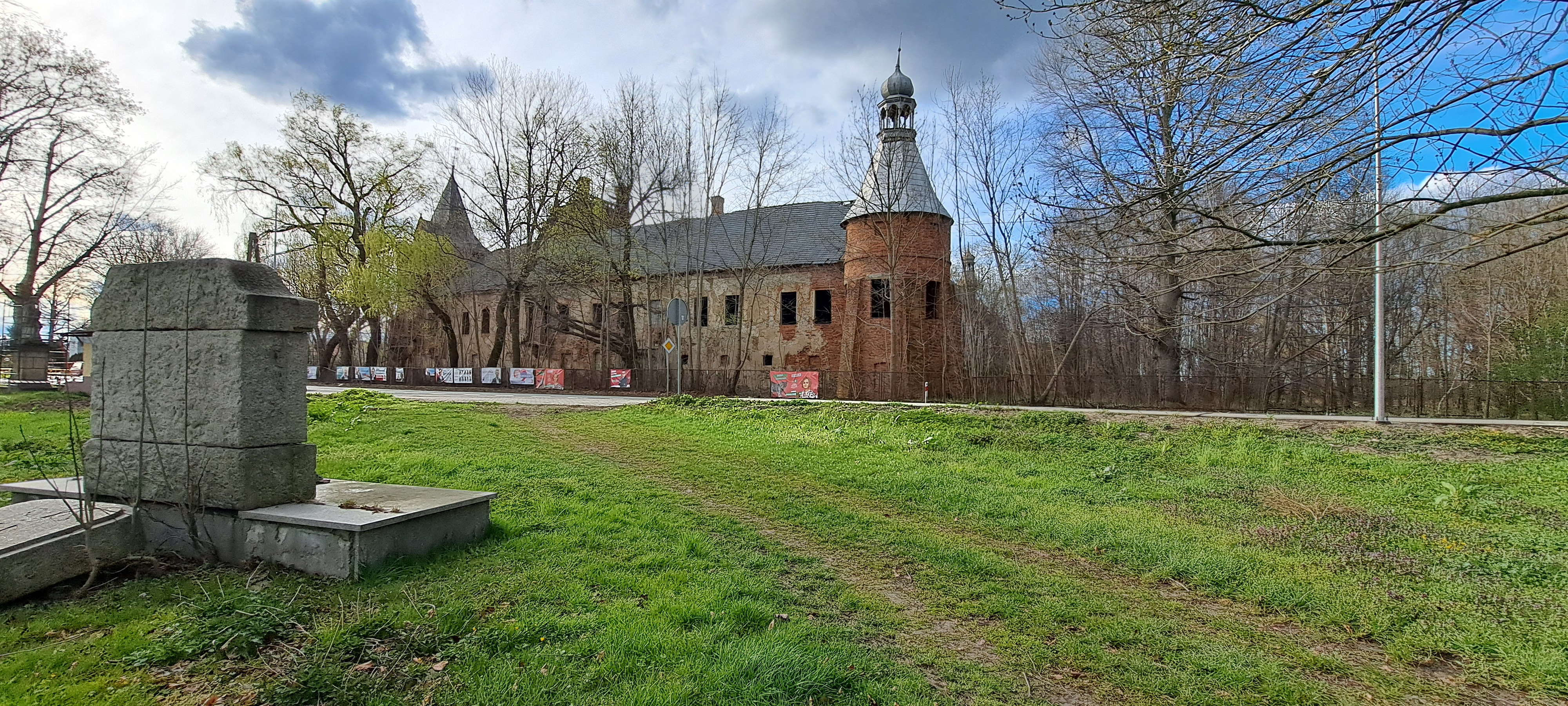
Zamek (2024)

Zamek znajduje się przy drodze z Prudnika do Pokrzywnej. Obejmuje nieregularne założenie czteroskrzydłowe, powiększone o poszczególne człony na zasadzie addycji. Najstarszą część obiektu stanowi skrzydło południowe o zagiętej osi, z basztą w narożu. Budynek zachował elementy pierwotnego wystroju architektonicznego. Występują w nim sklepienia krzyżowe wsparte na filarach, a także różne odmiany sklepień kolebkowych, kolebkowo-krzyżowych i kolebkowych z lunetami.

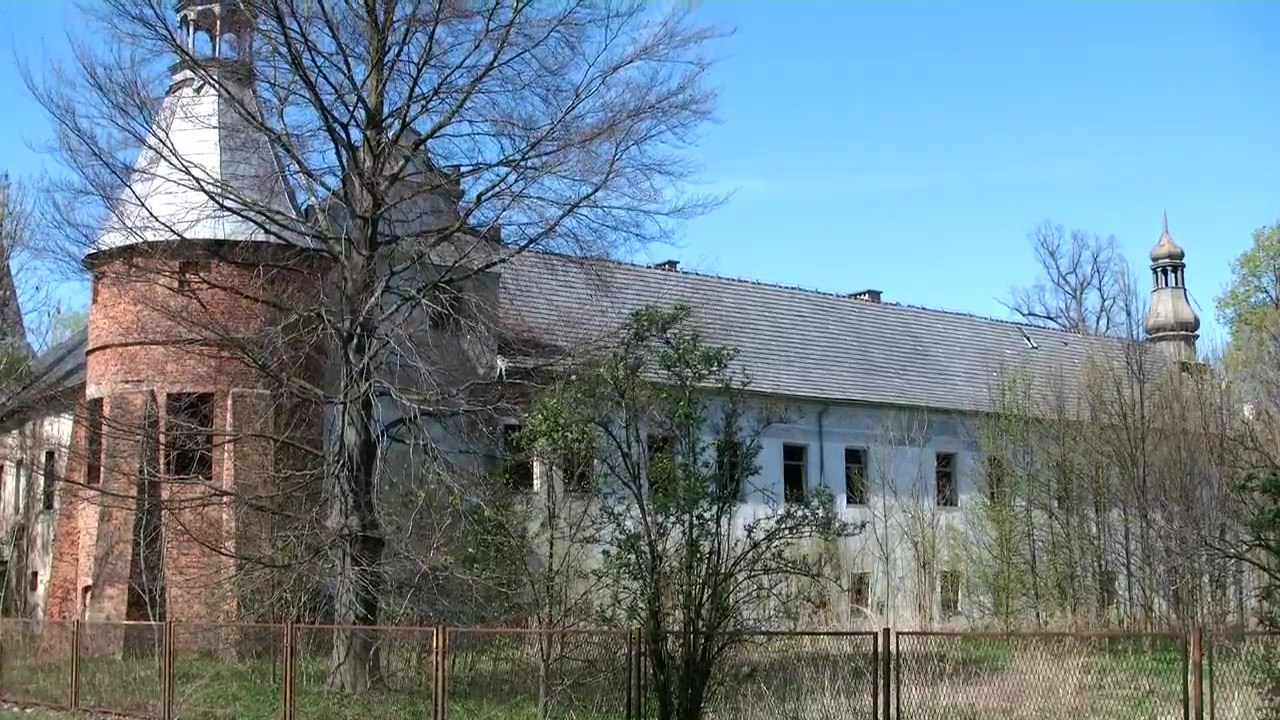
Elewacja ogrodowa skrzydła wschodniego

W skrzydłach południowym i zachodnim zachowały się sklepienia kolebkowe i krzyżowe a lat 1525–1530. Na ścianie skrzydła wschodniego znajdują się pozostałości dekoracji sgraffitowej.

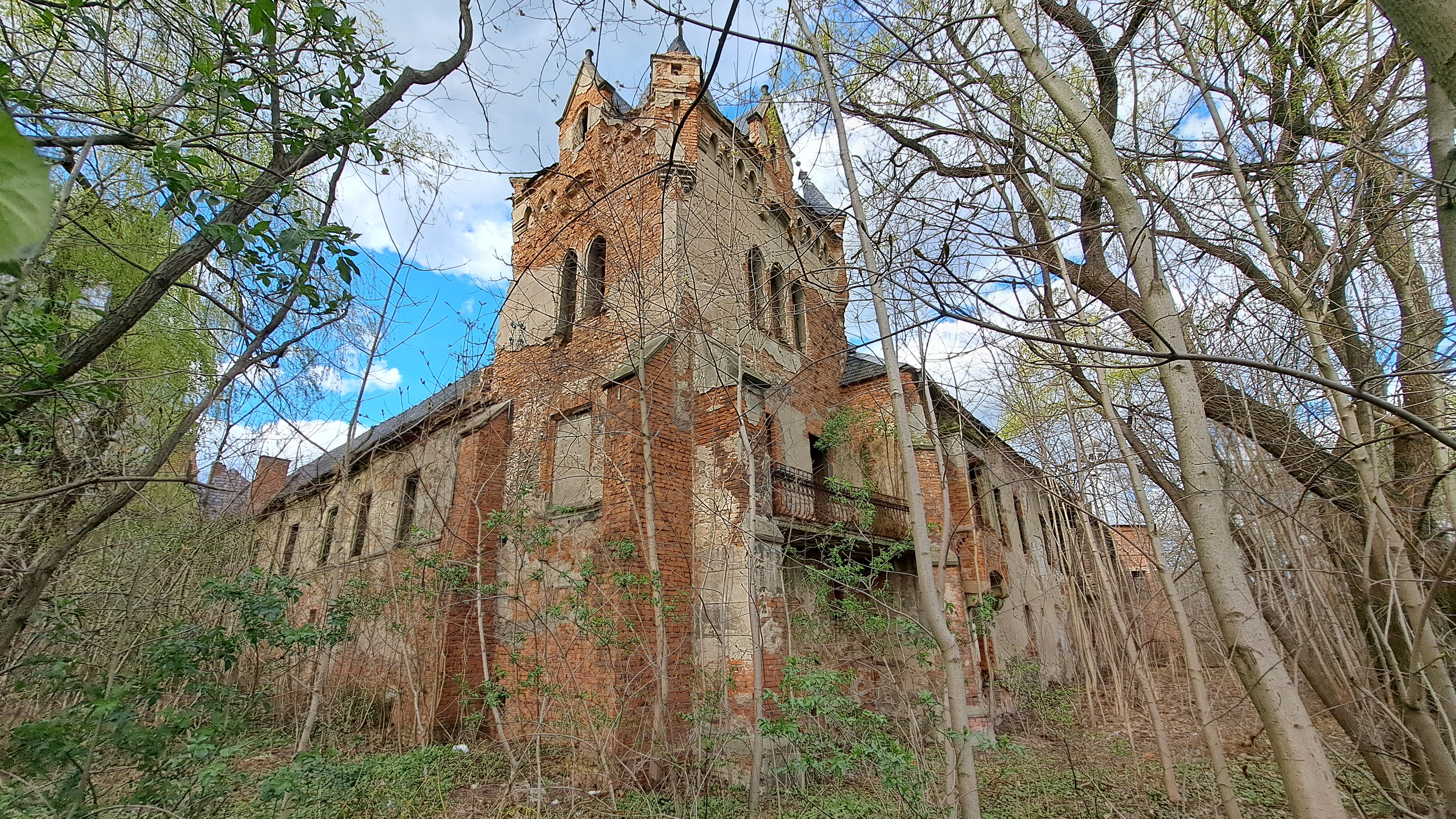
Neogotycka wieża w południowo-zachodnim narożniku

W południowo-zachodnim narożniku wznosi się kwadratowa neogotycka wieża, zbudowana w XIX wieku z inicjatywy Johanna Karla. Budowli grozi seria katastrof budowlanych w jej poszczególnych częściach. Zamek ma 53 pomieszczenia o powierzchni prawie 3 tys. m². Należy do niego 2,5-hektarowy park.